# 심아진
심아진(Ahjin Shim, 1972년생)은 대한민국의 소설가이다.

## 경력
- 1972년 경남 창원 출생
- 1995년 고려대학교 신문방송학과 졸업
- 1999년 계간 <21세기 문학>에 [차 마시는 시간을 위하여] 신인상 받으면서 등단
- 2011년 첫 소설집 [숨을 쉬다] ISBN 9788992700108 도서관협회 우수문학도서 선정
- 2011년 [유예의 장면] (<계간문예> 수록) 아시아문제소설에 우수작으로 선정
- 2012년 미니픽션 공동작 [그 길, 나를 곁눈질 하다]
- 2012년 SGVC (서래 글로벌 빌리지 센터)에서 외국인들에게 한국 문학 강의, 이 내용과 [숨을 쉬다] 소개 인터뷰가 을[깨진 링크(과거 내용 찾기)] 통해 방송됨
- 2013년 두 번째 소설집 [그만, 뛰어내리다] ISBN 9788974564704 도서관협회 우수문학도서 선정, 표제작 [그만, 뛰어내리다]가 문장웹진과 국악방송에서 소개 및 낭독
- 2014년 2월 고려대학교 국문학 석사 수료
- 2014년 공저 [내 이야기 어떻게 쓸까?] ISBN 9788997322169 [나를 안다고 하지 마세요] ISBN 9788993632415
- 2015년 스마트소설 박인성문학상 수상작품집에 [감자와 나] 수록
- 2016년 소설집『여우』(실크로드)
- 2016년 주간조선<문화/생활> 기사 게시 [율리시스의 도시 더블린 거리서 만난 문학] [유령들의 고향]
- 2017년 장편『어쩌면, 진심입니다』(푸른사상)
- 2020년 소설집『무관심 연습』(나무옆의자)
- 2020년 ‘심순’이란 이름으로 동화 「가벼운 인사」가 동아일보 신춘문예에 당선
- 동화 『비밀의 무게』로 창비좋은어린이책 대상 수상
- 2021년 동화『세상에서 가장 특별한 1』(주니어RHK)
- 2022년 동화『행복한 먼지』(봄볕)
- 2022년 소설집『신의 한 수』(강출판사)로 통영김용익문학상, 2023년 백릉채만식문학상 수상
- 2022년 KBS WORLD 라디오책방 출연
- 2022년 문학광장<문장의소리> 제711회 출연
- 2023년 장편 『후예들』(솔출판사)[https://monthly.chosun.com/client/news/viw.asp?nNewsNumb=202311100006%5B깨진+링크(과거+내용+찾기)%5D]